# Бенешови декрети
Декрети председника Републике (чеш. Dekrety presidenta republiky) и Уставни декрети председника Републике, познатији под називом Бенешови декрети, заправо су група закона које је Чехословачка влада у егзилу израдила током Другог светског рата када чехословачки парламент није заседао. Декрете је у раздобљу од 21. јула 1940. до 27. октобра 1945. издао предсједник Едвард Бенеш, а ретроактивно их је, 6. марта 1946, ратификовала прелазна Народна скупштина Чехословачке.
Декрети су се бавили различитим аспектима обнове Чехословачке и њеног правног система, денацификацијом и обновом земље. У новинарству и политичкој историји, термин „Бенешови декрети” има нешто уже значење и односи се само на оне декрете који су се тицали статуса Немаца и Мађара у послератној Чехословачкој, односно који су служили као правна основа за протеривање Немаца из Чехословачке. Као резултат тих декрета, многи Нијемци и Мађари који су се настанили у Чехословачкој пре или током рата су изгубили држављанство и имовину, а неки су и умрли током процеса протеривања који је проведен крајем 40-их година. Бенешови декрети су имали различито територијално важење тако да су се неки примењивали само у Бохемији и Моравској, док су декрети Словачког националног вијећа вредили за Словачкој.
Ови декрети и данас остају контроверзна политичка тема и у Чешкој и у Словачкој.

## Преглед
Едвард Бенеш је 1935. године именован за председника Чехословачке, међутим, након Минхенског споразума 1938. године под немачким притиском поднио је оставку. Након немачке окупације 1939, Бенеш и његови сарадници беже у Француску, где 1939. године формирају Комитет народног ослобођења Чехословачке. Примарни циљ Комитета било је формирање чехословачке војске у Француској. Након пада Француске, Бенеш и Комитет селе се у Лондон, где је признат као Чехословачка влада у егзилу. Владу су 1940. признали Британци, а сљедеће године и Совјетски Савез и Сједињене Државе.
Бенеш се, под аргументом да је оставка из 1938. дана под присилом, вратио на место председника, а помоћ у државничким пословима пружале су му влада у егзилу и државно веће. Године 1942. влада је усвојила уредбу према којој би Бенеш задржао место председника све до нових избора.
Иако је Бенеш самостално издао Декрет бр. 1/1940 (о формирању владе), све остале декрете предлагала је влада уз супотпис премијера и ресорног министра, а према одредбама чехословачког устава из 1920. године. Сви декрети су касније прошли парламентарну ратификацију у Народној скупштини. Почевши од 1. септембар 1944, након Словачког националног устанка, Словачко национално веће је држало извршну власт у Словачкој, што је довело до диференцирања законских аката; председнички декрети су од тог тренутка важили за Словачку само ако су имали изричиту сугласност СНВ-а.
Дана 4. марта 1945, у словачким Кошицама, које су недавно ослобођене од стране Црвене армије, формирана је нова чехословачка влада на челу с Народним фронтом, али уз изражену доминацију Комунистичке партије Чехословачке. Бенешово овлашћење да доноси декрете на предлог владе остало је до 27. октобра 1945, када је формирана прелазна Народна скупштина.
Донесени декрети могу се поделити према сљедећим критеријумима:
| - Врста акта - Уставни декрети - Декрети | - Доносилац - Донесени декрети могу се поделити према сљедећим критеријумима 4. марта: 1945. - Декрети које је донела влада у ослобођеној Чехословачкој након 4. марта 1945. | - Територајално важење - Декрети који се тичу прелазне владе - Декрети с важењем на цијелој територији Чехословачке - Декрети с важењем на територији Бохемије и Моравске-Шлеске (и.е. без Словачке) | - Правна проблематика - Декрети о управи (политичкој, економској, војној, друштвеној, културолошкој, …) - Декрети о ретрибуцији (укљ. извлаштање, …) - Декрети о репарацијама (војска, послератна обнова, кажњавање злочинаца, …) - Декрети о национализацији (независно o националности) |

Иако Устав из 1920. године није регулисао правни статус декрета, чехословачке ратне и послератне власти су их сматрали апсолутно нужнима. Након што их је прелазна Народна скупштина ратификовала, они су постали обвезујући закони с ретроактивним деловањем, а чији је циљ био одржавање чехословачког правног поретка за време окупације. Касније власти су укинуле већину декрета, док је остатак престао важити силом закона.

## Списак декрета
Напомена: Овај попис садржи само оне декрете који су објављени у службеном Зборнику закона Чехословачке (ЗЗЧС)
| Број акта | Назив | Проблематика           | Садржај | Статус                                                       | Белешке |
| --------- | --- | ---------------------- | --- | ------------------------------------------------------------ | --- |
| 1/1945    | Уставни декрет председника о новој организацији владе и министарстава у прелазном периоду | Управа                 | - Успостављање владе и министарстава | Укинут (Закон бр. 133/1970 ЗЗЧС)                             | |
| 3/1945    | Декрет председника о изменама и допунама неких одредба војног казненог закона и закона о одбрани | Управа                 | | Укинут (Закон бр. 85/1950 ЗЗЧС)                              | |
| 5/1945    | Декрет председника о неваљаности неких трансакција везаних уз стварна права од тренутка губитка слободе и о национализацији имовине Немаца, Мађара, издајица, колаборатора и неких организација и удружења | Реперација Ретрибуција | - Неваљаност било каквих трансакција с некретнинама након 29. септембра 1938. због присиле због окупације или као последица националног, расног или политичког прогона те повратак некретнина изворним власницима - Успостава националне управе за фабрике и предузећа у власништву „непоузданих особа” (и.е. оних који су се на попису из 1929. изјашњавали као Немци и Мађари те издајица) | Застарео                                                     | |
| 8/1945    | Декрет председника о даровању некретнина Савезу Совјетских Социјалистичких Република у знак захвалности | Управа                 | - Даровање некретнине совјетској амбасади | Застарео                                                     | - У складу са кримској конференцијом, већина Чехословачке је ослобођена од стране Црвене армије 1945. године |
| 12/1945   | Декрет председника о конфискацији и убрзаној додели пољопривредног земљишта Немаца, Мађара, издајица и непријатеља чешких и словачких народа                                                               | Ретрибуција            | - Конфискација пољопривредних земљишта у власништву: 1. предузећа која су помагала немачком ратном циљу или осталим фашистичким и нацистичким циљевима | Застарео                                                     | |
| 16/1945   | Декрет председника о кажњавању нацистичких злочинаца, издајица и њихових помагача те ванредним народним судовима                                                                                           | Репарације             | - Осим увођења строжих санкција за злочине почињене након 21. маја 1938 (нпр. смртна казна за службу у непријатељској војсци у случају отежаних околности, у односу на доживотни затвор за исто кривично дело према закону из 1923), декрет је криминализовао и нова понашања: 1. шпијунирање за немачке власти (од 5 година затвора до обавезне смртне казне ако су те информације довеле до смрти особе у питању) - Успостава ванредних судова који би одлучивали у већу којим преседава професионални судија, а чине га још четири судије-поротника. На одлуке овог суда није постојала могућност жалбе. Смртна казна одређена од овог суда имала се извршити у року од 2 сата од изрицања пресуде или у року од 24 сата, ако се иста имала извршити јавно                  | Укинут (Закон бр. 33/1948 ЗЗЧС)                              | |
| 17/1945   | Декрет председника о Народном суду | Репарација             | - Народни суд је водио процесе против функционера Протектората за кривична дела према декрету бр. 16/1945 у већима састављеним од седам особа. На одлуке овог суда није постојала могућност жалбе. Смртна казна одређена од овог суда имала се извршити у року од 2 сата од изрицања пресуде или у року од 24 сата, ако се иста имала извршити јавно | Престао важити                                               | - Декрет је проглашен уз период важења од једне године |
| 19/1945   | Декрет председника о Зборнику закона и прописа Чехословачке Републике | Управа                 | | Укинут (Закон бр. 214/1948 ЗЗЧС)                             | |
| 20/1945   | Уставни декрет председника о прелазном извршавању законодавне власти | Репарације             | - Успостављање власти председника да, уз пристанак владе, доноси обавезујуће законе у форми декрета за све време током којег парламент не може нормално функционисати | Престао важити                                               | - Проглашен 15. новембра 1940. године у Лондону, а касније објављен као Закон бр. 20/1945 ЗЗЧС |
| 21/1945   | Уставни декрет председника извршавању законодавне власти у прелазном периоду | Репарације             | - Пролонгација важења декрета бр. 20/1945 до почетка заседања прелазне Народне скупштине | Престао важити                                               | - Проглашен 5. марта 1945, а престао важити првим заседањем прелазне Народне скупштине 28. октобра 1945. |
| 22/1945   | Декрет председника о проглашењу закона проглашених изван територија Чехословачке Републике | Репарације             | - Давање овлаштења влади да одлучи који ће закони проглашену током егзила у Лондону бити објављени у службеном Зборнику закона и остати на снази | Застарео                                                     | |
| 25/1945   | Декрет председника о унификацији пореског законодавства у Чехословачкој Републици | Управа                 | | Укинут (Закон бр. 36/1953 ЗЗЧС)                              | |
| 26/1945   | Декрет председника о поништењу закона од 9. јула 1945. | Uprava                 | - Поништење Закона бр. 165/1934 ЗЗЧС о пензионисању судија према њиховој старости | Застарео                                                     | - Према Закону бр. 165/1934 ЗЗЧС, судије су били присилно пензионисане када наврше 65 година. Како су нацисти побили велик део чехословачких судија, јавила се потреба за њиховом дужом службом због мањка кадра |
| 27/1945   | Декрет председника о уједначеном управљању интерним смештајем | Ретрибуција Управа     | - Законски оквир за „повратак свих подручја Чехословачке Републике њиховим изворним, словенским становницима” | Укинут (Закон бр. 18/1950 ЗЗЧС)                              | - Декрет се није односио само на Чехе и Словаке протеране из граничних подручја од стране Немаца и Мађара након Минхенског споразума и Прве бечке арбитраже |
| 28/1945   | Декрет председника о смештају чешких, словачких и осталих словенских фармера на пољопривредном земљишту Немаца, Мађара и осталих државних непријатеља                                                      | Ретрибуција Управа     | - Дистрибуција земљишта које претходно није расподељено према Закону бр. 12/1945 ЗЗЧС и то политички и национално поузданим Чесима, Словацима и другим Словенима | Застарео                                                     | |
| 33/1945   | Уставни декрет председника о измени чехословачког држављанства особа немачке и мађарске националности | Ретрибуција            | - Чехословачки држављани немачке и мађарске националности: 1. остали су изгубили чехословачко држављанство даном проглашења декрета - Декрет се није односио на Немце и Мађаре који су: 1. доказали своју лојалност Чехословачкој Републици, ниси починили преступе против чешког и словачког народа те су или учестовавали у ослобођењу Чехословачке или су били мете нацистичког или фашистичког терора - Ове одлуке прегледавало је Министарство унутрашњих послова; или, у случају немачких/мађарских војника који су служили у Чехословачкој војсци изван државе, Министарство одбране, уз претпоставку испуњења услова. Чеси и Словаци који су се под притиском декларирали као Немци/Мађари могу тражити изузеће од МУП-а. Удане жене и деца процењивали су се посебно. | Застарео                                                     | - Терет доказивања лојалности Чехословачкој био је на Немцима и Мађарима (осим ако су били чланови Чехословачке војске изван државе или су се изјаснили као Чеси или Словаци на попису) - Према чл. 3. Закона, особе које су изгубиле чехословачко држављанство могле су га поново затражити у року од 6 месеци након проглашења закона. О захтеву је одлучивало Министарство унутрашњих послова. - Касније, 1948. године, усвојен је Закон бр. 76/1948 ЗЗЧС, којим је претходно наведени период продуљен на 3 године. Министарство унутрашњих послова је било обвезно вратити особи држављанство, осим ако је могло утврдити да је особа прекршила своје „дужности као чехословачки држављанин”. |
| 35/1945   | Декрет председника о прелазном ограничавању исплаћивања депозита банака и финансијских институција у граничним подручјима                                                                                  | Ретрибуција Управа     | - Забрана исплата или новчаних трансфера Немцима и Мађарима од стране чехословачких или немачких/мађарских банака у граничним подручјима (уз изузетку оних Немаца/Мађара који су остали лојални Чехословачкој Републици, нису починили злочин против чешког и словачког народа те су или учестовали у ослобођењу Чехословачке или су били мете нацистичког или фашистичког терора) | Застарео                                                     | |
| 36/1945   | Декрет председника о испуњавању обавеза насталих у Рајхсмаркама | Репарације             | - Обавезе u Рајхсмаркама које гласе на особе или предузећа са средиштем у чешким земљама биће извршене у крунама према коефицијенту 1 круна = 10 Рајхсмарки | Застарео                                                     | |
| 38/1945   | Декрет председника о тешком кажњавању пљачкања | Uprava                 | - Казна од 5–10 година (10–20 или доживотно у случају отежаних околности) затвора за пљачкање уз могућност проглашавања ванредног стања у случају раширене праксе пљачкања | Укинут (Закон бр. 86/1950 ЗЗЧС)                              | |
| 39/1945   | Декрет председника о привременој надлежности у предметима с поротним судовима | Управа                 | - До краја 1945. године, четверочлано судачко веће судило је у оним казненим поступцима који су се редовно проводили пред поротом | Застарео                                                     | |
| 47/1945   | Уставни декрет председника о прелазној Народној скупштини | Репарације             | - Успостава прелазне Народне скупштине за период док редовна Народна скупштина не буде изабрана на општим изборима | Укинут (Закон бр. 65/1945 ЗЗЧС)                              | - Прелазну Народну скупштину сачињавало је 200 Чеха и 100 Словака изабраних од стране селектора, које су били изабрали локални Национални комитети. Словачки заступници имали су право вета око одлука везаних уз Словачку |
| 50/1945   | Декрет председника о мерама за филмску индустрију | Национализација        | - Национализација филмске индустрије, забрана снимања и јавног приказивања, … | Укинут (делимично) Застарео                                  | - Забрана снимања и јавног приказивања укинута је 28. августа 1945. године |
| 52/1945   | Декрет председника о прелазном управљању националном економијом | Управа                 | - Коришћење јавних средстава пред државним прорачуном одобрава Народна скупштина | Укинут (Закон бр. 160/1945 ЗЗЧС)                             | |
| 53/1945   | Декрет председника о одштети за јавне службенике Чехословачке | Репарације             | - Одштета за јавне службенике који су били жртве прогона од стране нацистичких и/или окупацијских снага због својих политичких или личних карактеристика (нпр. Јевреји, ветерани Првог светског рата, масони, …) и за остале жртве прогона (нпр. жртве нацистичког терора, нацистички таоци, свеучилишни професори, …) | Застарео                                                     | |
| 54/1945   | Декрет председника о регистрацији ратних штета и штета изазваних изванредним ситуацијама | Управа                 | - Регистрација штета насталих ратним операцијама окупацијских снага или оних који су деловали по њиховој наредби, а због прогона на политичкој, националној или расној основи, или терористичким деловањем непријатељских држава или особа опасних за јавност | Застарео                                                     | - Регистрација мора бити обављена у року од 21 дана од проглашења |
| 56/1945   | Декрет председника о измени плате председника Чехословачке Републике | Управа                 | - Годишња плата од 3.300.000 круна и трошкови уреда у износу од 3.000.000 круна | Укиунт (Закон бр. 10/1993 ЗЗЧС)                              | |
| 57/1945   | Декрет председника о платама те стамбеним и заступничким накнадама чланова владе | Управа                 | - Годишња плата премијера је 120.000 круна, заменика премијера 100.000 круна, а министара 80.000 круна | Укинут (Закон бр. 110/1960 ЗЗЧС)                             | |
| 58/1945   | Декрет предсједника о повећању плаћа државних и других јавних службеника | Управа                 | | Укинут (Закон бр. 66/1958 ЗЗЧС)                              | |
| 59/1945   | Декрет председника о отказивању именовања јавних службеника током окупације | Репарације             | - Отказивање именовања државних, регионалних и општинских управа, јавних предузећа и компанија у јавном власништву, као и учитеља | Укинут (Закон бр. 86/1950 ЗЗЧС)                              | |
| 60/1945   | Декрет предсједника о припремама за извршење уговора између Чехословачке Републике и Савеза Совјетских Социјалистичких Република о Закарпатској Украјини од 29. јуна 1945.                                 | Управа                 | - Владино овлашћење за извршење уговора од 29. јуна 1945, посебице по питању могућности становника бивше аутономне Поткарпатске Русије да оптирају за чехословачко држављанство те дерогирања уставних права у случају кршења уговора | Укинут (Закон бр. 186/1946 ЗЗЧС)                             | - Аутономна Поткарпатска Русија је била најисточнији дио Чехословачке, а који је након Другог светског рата постао део Совјетског Савеза; данас је део Украјине |
| 62/1945   | Декрет председника о повластицама у казненом поступку | Управа                 | - Међу бројним променама, уведено је трочлано уместо петерочланог судског већа у жалбеним поступцима, могућност обуставе казненог поступка у случајевима када би потенцијална казна била незнатна у односу на ону коју оптуженик већ одслужује, … | Укинут (Закон бр. 87/1950 ЗЗЧС)                              | |
| 63/1945   | Декрет председника о Господарском већу | Управа                 | | Укинут (Закон бр. 60/1949 ЗЗЧС)                              | |
| 66/1945   | Декрет председника о Службеном листу Чехословачке Републике | Управа                 | - Закони и директиве који нису проглашени у Зборнику закона, проглашени су у Службеном листу | Укинут (Закон бр. 260/1949 ЗЗЧС)                             | |
| 67/1945   | Декрет председника о обнови функсионисања дисциплинских и квалификацијских одбора за јавне службенике и о укидању правила о ограничењу при жалбама                                                         | Репарације             | | Укинут (Закон бр. 66/1950 ЗЗЧС)                              | |
| 68/1945   | Декрет председника о реактивацији јавних службеника | Управа                 | | Укинут (Закон бр. 66/1950 ЗЗЧС)                              | - Јавни службеници у пензији требало је да буду враћени у службу тамо где је то било потребно |
| 69/1945   | Декрет председника о релокацији Техничког универзитета из Прибрама у Остраву | Управа                 | | Важећи                                                       | - Технички универзитет је основан 1849. у Прибраму, а немачки окупатори су га затворили 1939; до 1945, Острава је постала рударски и металургијски центар регије |
| 71/1945   | Декрет председника о радној обавези особа које су изгубиле чехословачко држављанство | Репарације             | - Радило се о радној обвези за поправак ратне штете; осим Немаца и Мађара који су изгубили своје држављанство, декрет се односио и на Чехе и Словаке који су се, осим у случају присиљавање, пријавили за немачко или мађарско држављанство током окупације. Радна обвеза била је плаћена | Укинут (Закон бр. 66/1965 ЗЗЧС)                              | - У вези с декретом бр. 88/1945 ЗЗЧС (види ниже у тексту) |
| 73/1945   | Декрет председника о изменама и допунама Закона о платама бр. 103 ЗЗЧС од 24. јуна 1926, у односу на универзитетима професоре и асистенте                                                                  | Управа                 | | Укинут (Закон бр. 66/1958 ЗЗЧС)                              | |
| 74/1945   | Декрет председника о реактивацији и реименовању уданих жена у јавну службу | Репарације             | - Регулатива бр. 379/1938 окупацијских власти довела је до отказа радног односа свим женама у јавној служби. Према овом декрету, те су жене могле захтевати повратак на посао у року од 6 месеци од проглашења | Укинут (Закон бр. 66/1950 ЗЗЧС)                              | - Види и : Жене у Трећем рајху |
| 76/1945   | Декрет председника о захтевању превозних средстава у изванредним господарским условима | Управа                 | - Локалне власти су од приватних власника могле захтевати превозна средства (коње, аутомобиле, …) из особито важних разлога, попут жетве или транспорта угљена | Укинут (Закон бр. 57/1950 ЗЗЧС)                              | - Након рата је постојао систем јавне дистрибуције добара |
| 77/1945   | Декрет председника о неким мерама за убрзање утовара и истовара добара у железничком промету | Управа                 | | Укинут (Закон бр. 36/1966 ЗЗЧС)                              | |
| 78/1945   | Декрет председника о прелазном финансијском осигуравању пословних компанија | Репарације             | | Укинут (Закон бр. 36/1966 ЗЗЧС)                              | |
| 79/1945   | Декрет председника о прелазном усклађивању судства у земљама Бохемије и Моравске-Шлеске | Репарације             | - Обнова чешких судских подручја у стање пре Минхенског споразума те укидање немачког судства у чешким земљама | Застарео                                                     | - Чехословачка је управно била подијељена на Бохемију, Моравску-Шлеску и Словачку; декрет се односио само на прве две, које су биле под немачком окупацијом. Уз то, Словачка је, с обзиром да је 1918. године била део Мађарске, имала другачији правни систем темељен на мађарском праву |
| 80/1945   | Декрет председника о поновном увођењу средњоевропског времена | Репарације             | - Поновно увођење средњоевропског времена и укидање средњоевропског летног времена, које су увели нацисти | Застарео                                                     | - Данас, Чешка користи средњоевропско летњо време |
| 81/1945   | Декрет председника о неким мерама из области удруга | Репарације             | - Укидање регулатива и мера окупацијских власти које су доводиле до гашења задруга | Укинут (Закон бр. 150/1945 ЗЗЧС)                             | |
| 82/1945   | Декрет председника о аванса за неке ратне штете | Репарације             | - Тиче се одштете за ратне штете настале сиромашним грађанима | Укинут (Закон бр. 161/1946 ЗЗСЧ)                             | - У време проглашења, није било познато да Немачка никада неће платити никакву ратну одштету |
| 83/1945   | Декрет председника о војним обвезама регрута као и добровољаца у војној служби | Управа                 | - Тиче се посебно војника који се боре за Чехословачку војску изван домовине и партизане. Они се сматрали регрутиранима од дана придруживања својим јединицама | Важећи и на снази                                            | |
| 84/1945   | Декрет председника о прелазном усклађивању дужине регрутирања | Управа                 | - Тиче се војника регрутираних пре или током окупације (потоњи посебице у Словачкој) | Застарео                                                     | - Чехословачка војска је службено распуштена током окупације; војници који нису одслужили пуни војни рок морали су се поново пријавити на одређено време |
| 85/1945   | Декрет председника о укидању школарина у државним средњим школама | Управа                 | - Укида школарине у државним средњим школама прописане Законом бр. 161/1926 ЗЗЧС (који се није примењивао на оне који си нису могли приуштити школарине) | Застарео                                                     | - Данас је право на бесплатно основно и средње образовање прописана у чл. 33 Повеље основних права и слобода Чешке |
| 86/1945   | Декрет председника о поновној изградњи Финансијске страже у земљама Бохемије и Моравске-Шлеске и о усклађивању неких питања обвеза и плата чланова Финансијске страже                                      | Репарације             | - Поновна успостава Финансијске страже и реименовање њезиних чланова и кадета из 1938. године (без полагања пријемног испита) | Застарео                                                     | - Окупацијске снаге су формирале царинске уније између Протектората и Немачке те укинуле чешку Финансијску стражу (Словачка је била независна земља са самосталним Финансијском стражом) |
| 88/1945   | Декрет председника о општој радној обавези | Репарације             | - Свака особа могла је бити позвана на извршавање радне обавезе која је у јавном интересу и у максималном трајању од једне године. Радна обвеза била је плаћена | Укинут (Закон бр. 66/1965 ЗЗЧС)                              | |
| 89/1945   | Декрет председника о почастима за заслуге у изградњи државе и за изванредни радни учинак | Управа                 | - Додела почасти у области власништва, знаности или културе за изванредне заслуге у изградњи државе или за изванредни радни учинак | Застарео                                                     | - Декрет је пратио совјетски модел; уведене почасти попут "Херој рада", "Раднички борац", различите медаље, … |
| 90/1945   | Декрет предсједника о усклађивању организацијских обвеза и обвеза службе у судству | Управа                 | - Подела судства, регулирање плата судија, организација судова, … | Укинут (Закон бр. 66/1952 ЗЗЧС)                              | |
| 91/1945   | Декрет председника о обнови чехословачке валуте | Репарације             | - Поновно увођење чехословачке круне као службене валуте од 1. новембра 1945. | Застарео                                                     | |
| 93/1945   | Декрет председника о прелазним мерама на пољу социјалног осигурања | Репарације             | - Издавање власти Министру рада и социјалне неге да проводи мере у свом ресору које су нужне због ратне окупације (нпр. овлашћења социјалних уреда, организацијске и управне мере у граничним подручјима, …) | Укинут (Закон бр. 99/1948 ЗЗЧС)                              | |
| 94/1945   | Декрет председника о усклађивању неких питања организације, обавеза и плаћа униформиране затворске службе                                                                                                  | Управа                 | | Укинут (Закон бр. 321/1948 ЗЗЧС)                             | - Током окупације, у многим затворима, чешки затворски службеници су замењени мучитељима из редова Вафен-СС-а или Гестапола |
| 95/1945   | Декрет председника о регулацији банковних депозита и осталих финансијских обвеза финансијских институција, као и животног и осталих осигурања                                                              | Управа                 | - Inter alia, прописана је обавеза регистрације анонимних књижица на име власника | Застарео                                                     | - Видјети одлуку Уставног суда бр. III. ÚС 462/98 |
| 96/1945   | 'Декрет председника о формирању огранка Медицинског факултета Карловог универзитета у месту Храдец Кралове                                                                                                 | Управа                 | | Застарео                                                     | - Огранак је 1951. године постао Војномедицинска академија, а засебан факултет при Карловом универзитету 1958. године. Данас, inter alia, пружа образовање војних лекара |
| 97/1945   | Декрет председника о изменама и допунама посебних пореза на доходак | Управа                 | | Укинут (Закон бр. 78/1952 ЗЗЧС)                              | |
| 98/1945   | Декрет председника о прелазним мерама у области пореза на промет | Управа                 | - Измене и допуне Закона бр. 314/1940 ЗЗЧСН, 315/1940 ЗЗЧС, 390/1941 ЗЗЧС и осталих регулација и директива | Застарео                                                     | |
| 99/1945   | Декрет председника о усклађивању директних пореза за календарске године од 1942. до 1944. и о усклађивању накнада и трошкова пословања                                                                     | Репарације             | | Важечи                                                       | |
| 100/1945  | Декрет председника о национализацији рудника и неких индустријских подузећа | Национализација        | - Национализација рудника и индустријских подузећа у гранама енергетике, металургије, производње оружја и хемикалија те других (свеукупно 27 грана, с тим да се то у некима односило само на подузећа с унапред прописаним бројем запослених, нпр. фабрике папира с мин. 150 запослених, …) - Национализација је подложна обештећењу, осим ако су бивши власници били: 1. издајице | Национализација је проведена Обештећење је важеће и на снази | - Овај је декрет предмет различитих савремених судских одлука, посебних у поступцима у којима потомци бивших власника покушавају доказати како су њихови преци испуњавали услова за обештећење у случајевима када власти у 40-има и 50-има нису сматрале њихове претке лојалнима Републици и/или метама нацистичког терора |
| 101/1945  | Декрет председника о национализацији неких подузећа у прехрамбеној индустрији | Национализација        | - Национализација шећерана, индустријских дестилерија, великих пивара, великих млинова, творница за производњу умјетне масти и великих творница чоколаде. Подложна обештећењу под истим условима као у Декрету бр. 100/1945 ЗЗЧС | Национализација је проведена Обештећење је важеће и на снази | - Овај је декрет предмет различитих савремених судских одлука, посебице у поступцима у којима потомци бивших власника покушавају доказати како су њихови преци испуњавали услове за обештећење у случајевима када власти у 40-има и 50-има нису сматрале њихове претке лојалнима Републици и/или метама нацистичког терора |
| 102/1945  | Декрет председника о национализацији банака | Национализација        | - Национализација деоница банака, подложна обештећењу под сличним условима као у Декрету бр. 100/1945 ЗЗЧС | Застарео                                                     | |
| 103/1945  | Декрет председника о национализацији приватних осигуравајућих друштава | Национализација        | | Застарео                                                     | |
| 104/1945  | Декрет предсједника о радничким већима у фабрикама | Управа                 | - De facto основа за успостављање радничких синдиката у фабрикама | Укинут (Закон бр. 37/1959 ЗЗСЧ)                              | |
| 105/1945  | Декрет председника о чишћењу комисија за реевалуацију деловања јавних службеника | Репарације             | - Казне (од дисциплинске до отказа) за регистрорање немачке или мађарске националности, политичку сарадњу с Немцима или Мађарима (посебно у немачким заједницама), пропагирање или подржавање фашизма или антисемитизма, … | Укинут (Закон бр. 36/1966 ЗЗСЧ)                              | - Овај је декрет предмет различитих савремених судских одлука, посебно у поступцима у којима потомци бивших власника покушавају доказати како су њихови преци испуњавали услове за обештећење у случајевима када власти у 40-има и 50-има нису сматрале њихове претке лојалнима Републици и/или метама нацистичког терора |
| 106/1945  | Декрет предсједника о платама заступника прелазне Народне скупштине | Управа                 | | Укинут (Закон бр. 62/1954 ЗЗЧС)                              | |
| 107/1945  | Декрет председника о прелазном усклађивању еквивалентних накнада у земљама Бохемије и Моравске-Шлеске | Управа                 | - Порез на некретнине | Укинут (Закон бр. 159/1949 ЗЗЧС)                             | |
| 108/1945  | Декрет председника о конфискацији непријатељске имовине и Фонду за националну обнову | Ретрибуција Репарације | - Национализација преостале имовине: 1. издајица - Успостављење Фонда за националну обнову | Национализација је проведена Фонд је укинут                  | - Овај је декрет предмет различитих савремених судских одлука, посебице у поступцима у којима потомци бивших власника покушавају доказати како су њихови преци испуњавали услове за обештећење у случајевима када власти у 40-има и 50-има нису сматрале њихове претке лојалнима Републици и/или метама нацистичког терора |
| 109/1945  | Декрет председника о управљању производњом | Управа                 | - Министар индустрије може издавати директиве како би заштитио функционисање предузећа и опремање популације | Укинут (Закон бр. 36/1966 ЗЗЧС)                              | |
| 110/1945  | Декрет председника о организацији народног и уметничког стваралаштва | Национализација        | | Укинут (Закон бр. 56/1957 ЗЗЧС)                              | |
| 112/1945  | Декрет председника о управљању истражним затворима и казненим институцијама | Управа                 | | Укинут (Закон бр. 319/1948 ЗЗЧС)                             | |
| 113/1945  | Декрет председника о усклађивању, управљању и контроли спољне трговине | Управа                 | | Укинут (Закон бр. 31/1964 ЗЗЧС)                              | |
| 114/1945  | Декрет председника о успостављању нових поштанских управа и о усклађивању подручја поштанских управа на подручју Бохемије и Моравске-Шлеске                                                                | Управа                 | | Укинут (Закон бр. 31/1964 ЗЗЧС)                              | |
| 115/1945  | Декрет председника о управљању угљом и дрвом | Управа                 | - Успостављање централног тела за управљање угљом и дрвом | Застарео                                                     | |
| 116/1945  | Декрет председника о изменама и допунама Закона бр. 122/1928 ЗЗЧС од 25. јула 1926. о платама свештеника цркава и верских заједница службено признатих од стране државе                                    | Управа                 | | Застарео                                                     | |
| 117/1945  | Декрет предсједника о усклађивању правила о проглашавању смрти | Управа                 | | Укинут (Закон бр. 142/1950 ЗЗЧС)                             | |
| 118/1945  | Декрет председника о мерама везаним уз управљање прехрамбеном индустријом | Управа                 | - Министарство исхране управља куповином, обрадом и кориштењем добара с циљем осигуравања исхране становништва | Укинут (Закон. 36/1966 ЗЗЧС)                                 | |
| 119/1945  | Декрет председника о прелазном усклађивању војног казненог закона | Управа                 | | Укинут (Закон бр. 226/1947 ЗЗЧС)                             | |
| 120/1945  | Декрет председника о прелазном усклађивању војног казненог поступка | Управа                 | | Укинут (Закон бр. 226/1947 ЗЗЧС)                             | |
| 121/1945  | Декрет председника о територијалној организацији управе коју извршавају национални комитети | Репарације             | Поново успостављање регионалне и локалне самоуправе у форми пре окупације | Укинут (Закон бр. 36/1960 ЗЗЧС)                              | |
| 122/1945  | Декрет председника о укидању Немачког универзитета у Прагу | Ретрибуција            | - Укидање Немачког универзитета у Прагу који је престао с радом 5. маја 1945. због Прашког устанка | Важећи и на снази                                            | - Ретроактивно важећи од 17. новембар 1939. |
| 123/1945  | Декрет председника о укидању Немачких технолошких института у Прагу и Брну | Ретрибуција            | | Застарео                                                     | - Ретроактивно важећи од 17. новембар 1939. |
| 124/1945  | Декрет председника о неким мерама о издавању јавних регистара | Репарација             | - Тамо где су се Немачка, Мађарска или њихова подузећа уписале као власници онога што је претходно припадало Чехословачкој, чешким земљама или предузећима, било као власницима, било као управитељима, треба вратити изворни упис | Застарео                                                     | |
| 125/1945  | Декрет председника о формирању Савеза за регрутацију | Управа                 | - Савез за регрутацију омогућава тренинг и обуку регрута | Укинут (Закон бр. 138/1949 ЗЗЧС)                             | |
| 126/1945  | Декрет председника о специјалним, присилним радним јединицама | Управа                 | - Успостава радних јединица у затворима. Држава се одриче плаћања осуђеника | Укинут (Закон бр. 87/1950 ЗЗЧС)                              | |
| 127/1945  | Декрет председника о формирању Академије музичких уметности у Прагу | Управа                 | - Успостава Академије музичких уметности у Прагу | Важећи и на снази                                            | |
| 128/1945  | Декрет председника о прелазној територијалној организацији неких порезних уреда и повезаним променама у земљама Бохемије и Моравске-Шлеске                                                                 | Репарације             | - Обнова порезних уредба у систему пре окупације | Застарео                                                     | |
| 129/1945  | Декрет председника о формирању Чешког филхармонијског оркестра | Управа                 | - Формирање Чешког филхармонијског оркестра | Важећи и на снази                                            | |
| 130/1945  | Декрет председника о бризи за народно просвећење | Управа                 | | Укинут (Закон бр. 52/1959 ЗЗЧС)                              | |
| 131/1945  | Декрет председника о згради Академијиног дома - Меморијалном дому 17. новембра | Репарације             | | Застарео                                                     | - Зграда на адреси Спалена 12, данас Опћинска поликлиника у Прагу |
| 132/1945  | Декрет председника о образовању учитеља | Управа                 | - Уведено је обавезно факултетско образовање свих учитеља и наставника | Укинут (Закон бр. 36/1966 ЗЗЧС)                              | |
| 133/1945  | Декрет председника о формирању Знанствено-педагошког института Јан Амоса Коменског | Национализација        | | Застарео                                                     | - Данашњи Национални институт за образовање |
| 135/1945  | Декрет председника о формирању огранка Медицинског факултета Карловог универзитета у Плзењу | Управа                 | | Застарео                                                     | - Данас самостални факултет у склопу Карловог универзитета |
| 137/1945  | Уставни декрет председника о задржавању особа које су сматране непоузданима током периода револуције | Репарације             | - Легализација задржавања особа током антинацистичке револуције (истражни затвор би иначе захтијевао судски налог, а вансудско задржавање повлачило је за собом казнену одговорност одговорних особа и право накнаде за оштећене особе) | Укинут (Закон бр. 87/1950 ЗЗЧС)                              | |
| 138/1945  | Декрет председника о кажњавању неких преступа против националне части | Управа                 | - Административно кажњавање "недоличног понашања које вређа националне осећаје Чеха или Словака које доводи до беса јавности" у периоду 21. маја 1938. (новчана казна, казна затвора до једне године) | Застарео                                                     | |
| 139/1945  | Декрет председника о прелазном усклађивању правних односа Чехословачке народне банке | Репарације             | - Inter alia, декрет је утемељио прелазну управу за Чехословачку народну банку | Укинут (Закон бр. 38/1948 ЗЗЧС)                              | |
| 140/1945  | Декрет председника о формирању Високе школе за политичке и друштвене студије у Прагу | Управа                 | | Застарео                                                     | |
| 143/1945  | Декрет председника о ограничавању права прогона у казненим поступцима | Ретрибуција            | - Особе чија је имовина национализована према Декрету бр. 108/1945 ЗЗЧС и чија је част повређена не смију покретати казнени поступак против починитеља темељем наведеног акта по приватној тужби, већ само могу поднети захтев за покретање поступка државном адвокату | Престао важити                                               | - Декрет је проглашен уз период до 31. децембра 1946. године |

### Разлике у Словачкој
Иако су Бенешови декрети, колективно, важили за целу територију Чехословачке, постоји мања бројка истих који нису производили правне учинке у Словачкој, што су политичари и новинари у послератном периоду често игнорисали. Због чињенице да је јурисдикцију над Словачком једно време имало Словачко национално веће, Бенешови декрети које СНВ није потврдило нису важили на територију Словачке. Уз то, СНВ је имао и самосталне одлуке у доношењу декрета, чија су решења понекад била различита у односу на Бенешове декрете.
Следећих пет декрета никада није важило на територију Словачке:
| Број акта | Назив |
| --------- | --- |
| 5/1945    | Декрет председника о неваљаности неких трансакција везаних уз стварна права од тренутка губитка слободе и о национализацији имовине Немаца, Мађара, издајица, колаборатора и неких организација и удруга |
| 12/1945   | Декрет председника о конфискацији и убрзаној додели пољопривредног земљишта Немаца, Мађара, издајица и непријатеља чешких и словачких народа                                                             |
| 16/1945   | Декрет председника о кажњавању нацистичких злочинаца, издајица и њихових помагача те изванредним народним судовима                                                                                       |
| 28/1945   | Декрет предсједника о смештају чешких, словачких и осталих славенских фармера на пољопривредном земљишту Немаца, Мађара и осталих државних непријатеља                                                   |
| 71/1945   | Декрет председника о радној обавези особа које су изгубиле чехословачко држављанство |

## Каснија еволуација

### Чешка
Током 1990-их година, Уставни суд Чешке је на серији пленарних седница преиспитао различите аспекте ваљаности Бенешових декрета. На пленарној седници од 8. марта 1995. године, Уставни суд је закључио сљедеће:
1. С обзиром да је привремена влада Чехословачке у Лондону била међународно призната чехословачка влада која, због окупације домовине, није могла деловати у редовним околностима, сви Бенешови декрети морају се сматрати законитим актима чехословачке владе и кулминацијом покушаја да се поново успостави уставноправни поретак Република.(Ustavni sud Češke, slučaj br. II. ÚS 45/94, objavljen kao br. 5/1995 Coll.[4])
2. По питању Бенешовог права да издаје декрете, унутар постојања формалног немачког протекторара који је проводио државну моћ, Уставни суд се позвао на уставно начело демократичности Чехословачке Републике. Иако је то начело више теоријске природе, Уставни суд је закључило да није било метаправног карактера те да је било правно обвезујуће, чиме је оно у кризној ситуацији правно било јаче од начела формалног легитимитета којег је захтевао Устав из 1920. На тај је начин Бенеш имао потпуно право, унутар изостанку формалног легитимитета, доносити декрете. (Уставни суд Чешке, случај бр. II. ÚS 45/94, објављен као бр. 5/1995 Coll.[5])
3. Бенешови декрети нису били противни међународним правилима, а све с обзиром на време када су издани и постојање међународног консензуса око потребе ретрибуције или барем репарација према нацистичким злочинима.(Ustavni sud Češke, slučaj br. II. ÚS 45/94, objavljen kao br. 5/1995 Coll.[6])
4. Декрети нису били засновани на принципу кривице, већ на принципу одговорности, што је знатно шири правни, друштвени и историјски појам. У овом контексту је немачки народ проглашен најодговорнијим за рат, мада је наглашено како су се поједини Немци оштро противили таквој политици. (Уставни суд Чешке, случај бр. II. ÚS 45/94, објављен као бр. 5/1995 Coll.[7])
5. Декрети по својој природи нису били усмерени против националних скупина per se, већ против оних скупина које су својим деловањем штетиле Чехословачкој и њеном народу. Тако су се декрети заправо односили на све припаднике НСДАП-а те особе из Мађарске и Трећег рајха, односно све физичке и правне особе које су својим деловањем ишле против Чехословачке. Остале физичке и правне особе, независно о националности, биле би изузете од примјене декрета уколико су могле доказати да су остале верне Републици.(Уставни суд Чешке, случај бр. II. ÚS 45/94, објављен као бр. 5/1995 Coll.[8])
6. По завршетку нацистичке окупације, права бивших чехословачких држављана морала су бити ограничена, али не због супротних мишљења, већ због њихових ставова, који су били дијаметрално супротни демократским вредностима и склони подржавању ратне политике. Супрутно томе, њихова права су ограничена због њиховог непријатељског става према Републици, а не због њиховог особног става. (Уставни суд Чешке, случај бр. II. ÚS 45/94, објављен као бр. 5/1995 Coll.[4])
7. Po pitanju formalnih pretpostavi za konfiskaciju, dekreti 12 i 108 su propisivali kako se konfiskacija može provesti ipso iure, međutim dekret 100 o nacionalizaciji je zahtijevao posebnu odluku Ministra industrije. Ustavni sud je zaključio kako su sve odluke o nacionalizaciji bez suglasnosti Ministra industrije nezakonite i kako se moraju poništiti. (Ustavni sud Češke, slučaj br. II. ÚS 259/95, objavljen kao br. 27/1996 Coll.[9])

### Словачка
Након распада Чехословачке, Словачка је свој правни поредак темељила на новом Уставу. Део тог правног поретка били су и Бенешови декрети и Чехословачки уставни закон 23/1991 (Повеља темељних права и слобода). Темељем тог Устава, сви законски акти који нису били сугласни с Повељом о правима били су поништени. Бенешови декрети, иако интегрални дио словачког права, више нису на снази и не производе правне учинке.
Током септембра 2007. године, Национално веће Словачке усвојило је резолуцију у којој прокламира недодирљивост свих послератних правних аката који су се односили на услове у Словачкој након Другог светског рата. Аргументацијом како послератни акти више не производе учинке и нису правно обвезујући, Национално веће је одбило све покушаје ревизије појединих правних аката, што је изазвало приличне контроверзе у суседној Мађарској. Резолуција је усвојена апсолутном већином, уз подрушку владе и опозиције, а уз изузетак Странке мађарске заједнице.
Током 2005. године, бивши председник Националног већа, Франтишек Миклошко, извинио се због злочина у властито име, међутим никакве службене исприке нису одаслане ни са словачке, ни с мађарске стране, упрскос чињеници да су обе стране подржале такву иницијативу.